# Zemský prezident
Zemský prezident byl v dobách zemského zřízení politickým představitelem země, jakožto správní jednotky státu.

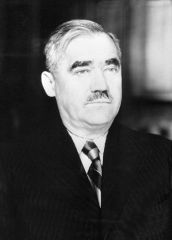
Jan Černý

## Rakousko-Uhersko
V některých zemích (např. ve Slezsku) příslušel titul zemského prezidenta úředníkovi, jenž v jiných zemích nesl titul místodržitel.

## Československo
Za první Československé republiky byl zemský prezident nejvyšší politický představitel země, podřízený ministrovi vnitra. Byl jmenován československým prezidentem na doporučení ministerstva vnitra. V jedné osobě spojoval funkci přednosty Zemského úřadu, předsedy Zemského zastupitelstva, Zemského výboru a (formálně) i zemských komisí.

### Seznamy zemských prezidentů

#### Země Moravskoslezská
V letech 1918–1928 existovaly samostatně země Slezská, jejímž jediným zemským prezidentem byl Josef Šrámek, a země Moravská, jejímž zemským prezidentem byl (oficiálně až od roku 1920, fakticky však již dříve) Jan Černý, který se také po sloučení obou zemí stal prvním zemským prezidentem nově vzniklé země Moravskoslezské.